# Anomoeotes nigrivenosus
Anomoeotes nigrivenosus là một loài bướm đêm thuộc họ Anomoeotidae. Loài này có ở Cộng hòa Dân chủ Congo và Nam Phi.